# Granges-d'Ans
 Granges-d'Ans  es una población y comuna francesa, situada en la región de Aquitania, departamento de Dordoña, en el distrito de Périgueux y cantón de Hautefort.

## Demografía
| 361 | 314 | 259 | 227 | 209 | 208 |
| Para los censos de 1962 a 1999 la población legal corresponde a la población sin duplicidades (Fuente: INSEE [Consultar]) |     |     |     |     |     |